# 에이션
에이션(A.cian)은 대한민국의 4인조 보이 그룹이었다.

## 음반 목록

### 미니 앨범
- 1st Mini Album Repackage 'HIT' (2012)

### 싱글 앨범
- Stuck (2012)
- Ouch (2014)
- RelAcian (2015)

### 싱글
- 첫눈에 반했어 (Love At First Sight) (2013)
- 우리 둘이 (So Happy Together) (2014)
- Somebody To Love (2015)
- 마녀시대 (Magic Girl) (2015)
- 손이가요 (2016)
- 여름아 부탁해 (2016)

## 음반 외 활동
- 2013년 RCY 홍보대사
- 2014년 세계한인여성회장협의회 홍보대사
- 2014년 한국언론사협회 홍보대사
- 2014년 국제언론인클럽 홍보대사